# Gnòpies
Gnòpies  (en llatí Cnopias, en grec antic Κνωπίας) fou un oficial macedoni natural d'Aloros, que va estar en servei actiu sota Demetri II i Antígon III Dosó i després va estar al servei del regent Agàtocles d'Egipte i del ministre Sosibi per compte de Ptolemeu IV Filopàtor com encarregat de supervisar l'adquisició d'armes i l'entrenament de les tropes per fer la guerra a Antíoc III el Gran l'any 219 aC. Polibi diu que va complir força bé les missions encomanades.